# Tóth Endre (politikus, 1990)
Tóth Endre (Budapest, 1990. április 16. –) magyar politikus, szociológus, közgazdász. A Momentum Mozgalom és az ellenzéki összefogás parlamenti képviselője és oktatáspolitikai kabinetvezetője a 2022-es magyarországi országgyűlési választásokon. A Momentum Mozgalom országos elnökségi tagja.

## Tanulmányai
2008-ban érettségizett a Gödöllői Református Líceum Gimnázium és Kollégiumban, ahonnan felvették a Budapesti Corvinus Egyetemre. Közgazdász képzésével párhuzamosan, az ELTE Társadalomtudományi Karán is tanult, ahol szociológiát hallgatott. Mesterdiplomáját Közgazdálkodás és közpolitikából tette le a Corvinuson 2015-ben. 4 év kihagyás után, 2019-ben kezdte el a doktori képzését az ELTE Pedagógiai és Pszichológiai Karának Neveléstudományi Doktori Iskolán, amelyet a Momentum Mozgalom elnökségi tagjává választását követően felfüggesztett.

## Pályafutása

### Szakmai pályafutása
Egyetemi tanulmányai alatt gyakornokként dolgozott a Nézőpont Intézetben és a Budapest Intézetben is, majd 2014–2015 között az Educatio Társadalmi Szolgáltató Kht.-nál volt felsőoktatási elemző. 2016-ban rövid ideig a Központi Statisztikai Hivatal munkatársa, majd közel két évig az Emberi Erőforrások Minisztériumában végzett elemzői munkát felsőoktatási területen. Ezt követően a Budapest Intézetnél lett elemző. 2019-ben részt vett az Amerikai Külügyminisztérium, International Visitor Leadership Programján, ahol 3 hetes egyesült államokbeli tanulmányúton vett részt, amelynek a témája az oktatási rendszer szerepe az aktív állampolgárság, a vitakultúra fejlesztése és a demokráciára nevelés terén.

### Politikai pályája
2017-ben lépett be Momentum Mozgalomba, ahol a XXII. kerület helyi szervezeti elnöke lett, majd delegálást is biztosítottak neki a párt Küldöttgyűlésébe. A 2018-as parlamenti választáson a Momentum helyi jelöltjeként indult a Budapesti 14. OEVK-ban, azonban mandátumot nem szerzett. A 2018 telén zajló rabszolgatörvény elleni tüntetéseken aktív szerepet vállalt, az Index.hu címlapján szerepelt és fogalmazta meg a tüntetők 5 pontját.
A 2019-es önkormányzati választásokon sikeresen szerzett mandátumot, Budafok-Tétény 6. számú körzetében. Az alakuló ülésén Oktatási, Kulturális és Testvérvárosi Bizottság elnökévé választotta az önkormányzati képviselő-testület. 2020-ban választották meg a Momentum elnökségi tagjának. 2021 februárjában Orosz Annával jachtparkolót festett a Külügyminisztérium parkolójába, hogy így tiltakozzanak Szijjártó Péter oligarchákkal való luxusjachtozása és az akciót korábban elkövető TizenX-es aktivisták gyámhatósági eljárás alá vonása ellen. Később ezért Orosz Annával együtt eljárás alá vonta a rendőrség szándékos rongálás, szabálysértés vádjával. 2021 tavaszán pártja előválasztási programjából az oktatáspolitikai fejezetet mutatta be a választóknak.
A 2021 szeptemberi ellenzéki előválasztáson legyőzte Molnár Gyulát a dél-budai választókörzetben (BP 18. OEVK), majd a 2022-es magyarországi országgyűlési választáson is megnyerte a választókerületet.